# Yūta Satō
Yūta Satō (japanisch 佐藤 祐太 Satō Yūta; * 13. Mai 1995 in der Präfektur Kanagawa) ist ein japanischer Fußballspieler.

## Karriere
Satō erlernte das Fußballspielen in den Jugendmannschaften vom FC80 Yokohama, Buddy SC und den Yokohama F. Marinos, in der Schulmannschaft der Maebashi Ikuei High School sowie in der Universitätsmannschaft der Senshū-Universität. Seinen ersten Vertrag unterschrieb er 2018 beim YSCC Yokohama. Der Verein aus Yokohama spielte in der dritten japanischen Liga. Für Yokohama absolvierte er 79 Drittligaspiele. Im Januar 2022 wechselte er zum für zwei Spielzeiten zum Ligakonkurrenten AC Nagano Parceiro nach Nagano. Hier bestritt er 57 Ligaspiele. Im Januar 2024 verpflichtete ihn der ebenfalls in der dritten Liga spielenden FC Ryūkyū.